# Masacre de Laja
Se conoce como masacre de Laja a un evento que ocurrió en Chile el 18 de septiembre de 1973, a 7 días luego del Golpe de Estado, en que fueron asesinadas en a traición y sobre seguro diecinueve personas por un piquete de Carabineros de la tenencia de La Laja, quienes los habían detenido en las ciudades de Laja y San Rosendo y posteriormente los inhumaron clandestinamente cerca del Puente Perales, en el Fundo San Juan. Para la comisión del crimen contaron con la colaboración de civiles y empresas de la región. Los restos humanos sólo pudieron ser devueltos a sus familiares 6 años más tarde. El escalofriante caso muestra una colusión entre policías, empresa privada, justicia y gobierno para la comisión y encubrimiento de un delito de lesa humanidad.

## Laja y San Rosendo
Las ciudades de La Laja y San Rosendo son contiguas pero separadas por el Río de La Laja que en ese lugar, desemboca en el Río Bio-Bio, al poniente de ambas ciudades. Ambas ciudades estaban unidas por el Puente Ferroviario La Laja que se usaba también como paso peatonal.
En La Laja funcionaba (aún hoy) una planta para la producción de celulosa del hoy consorcio internacional Compañía Manufacturera de Papeles y Cartones, en aquel tiempo conocido como CMPC.
En La Laja existía una tenencia, una estación policial menor que una Comisaría, y en San Rosendo un retén, una unidad policial menor que una tenencia.

## El golpe en Laja
El 11 de septiembre el teniente Alberto Fernández Michell, de 22 años, a cargo de la tenencia de Laja ordenó el acuartelamiento de los 16 carabineros a su cargo. Los dos suboficiales a su cargo eran el suboficial mayor Evaristo Garcés Rubilar y el sargento Pedro Rodríguez Ceballos.
La mañana del 11 recibió de sus superiores en Los Ángeles la orden de detener a todas las autoridades del gobierno derrocado, sus subdelegados y al alcalde de la ciudad de Laja. En la tarde del 11 de septiembre, a la salida de su trabajo, los trabajadores de la CMPC debieron formarse en fila ante una patrulla de carabineros que procedió a detener de entre los trabajadores a aquellos cuyos nombres el superintendente de la planta Carlos Ferrer y el jefe de personal Humberto Garrido habían puesto en una lista negra de partidarios del derrocado gobierno. Las detenciones se cumplieron sin inconvenientes y todos los detenidos fueron llevados al Regimiento de Los Ángeles.
En los días posteriores el comisario de Carabineros Aroldo Solari Sanhueza ordenó detener a todos los activistas de la Unidad Popular de la ciudad por el temor, según adujeron, a que los partidarios del defenestrado gobierno podrían utilizar los elementos químicos usados en la planta de la Compañía Manufacturera de Papeles y Cartones (CMPC) contra las Fuerzas Armadas y el nuevo gobierno. Esa orden fue confirmada por el Coronel de Ejército de Chile Alfredo Rehren Pulido durante una visita a la comuna. No hubo lista formal ni menos órdenes judiciales de arresto.

## Las detenciones
El 13 de septiembre a las 8 de la mañana fue detenido Manuel Becerra (de 18 años) en la estación de ferrocarriles de Laja, donde se despedía de su madre para volver a Curacautín donde asistía a la escuela industrial.
A las 8:30 de la mañana fue detenido en la Barraca Burgos el obrero comunista Luis Armando Ulloa de 41 años, casado y con cinco hijos.
En la tarde del 13 de septiembre a la salida de CMPC fueron detenidos por carabineros Juan de Dios Villarroel (34 años y cuatro hijos), Jack Gutiérrez, militante del MAPU, Heraldo Muñoz, militante del Partido Socialista de Chile (PS) y Federico Riquelme. Fueron llevados detenidos a la tenencia, adonde llegó también Alfonso Macaya, regidor de la comuna, quien se presentó voluntariamente al informarse por radio que se le buscaba. El 14 de septiembre Macaya fue liberado, pero al día siguiente fue detenido.
El 14 de septiembre fueron detenidos a la salida de la CMPC Wilson Muñoz y Fernando Grandón, (34 años, ocho hijos).
El 15 de septiembre fueron detenidas en San Rosendo siete personas.
Ese día, tras informarse en su lugar de trabajo que no tendría turno, Luis Alberto Araneda volvía a su casa cuando fue advertido por un vecino de no volver a su hogar porque la policía lo buscaba. Pero Araneda ya se había presentado en la tenencia el día anterior, y tras anotar sus datos personales, 43 años, maquinista, dirigente del sindicato Federación Santiago Watt de la Empresa de los Ferrocarriles del Estado, militante del PS y presidente de la Junta de Abastecimientos y Precios fue dejado en libertad por la policía. Al llegar a su casa fue detenido y solo logró dejar a su esposa su reloj y su dinero antes de salir maniatado.
Posteriormente el mismo piquete llegó hasta la casa de Juan Antonio Acuña, 33 años, tres hijos, también maquinista y dirigente del sindicato de Ferrocarriles donde el piquete de carabineros lo arrestó. Luego fueron detenidos también el empleado de la CMPC Dagoberto Garfias (23 años), Mario Jara (21 años), Raúl Urra (23 años) y el director de la Escuela 45 de San Rosendo Óscar Sanhueza de 23 años. Los detenidos fueron llevados primero a la plaza de San Rosendo, donde fue detenido Jorge Zorrilla, un obrero de 25 años que se presentó voluntariamente. El grupo cruzó a pie el puente peatonal del Río Laja y en un microbús puesto a disposición por la CMPC los detenidos fueron llevados a la tenencia de La Laja.
En la noche del 15 de septiembre se presentó voluntariamente en la tenencia de La Laja el director del Sindicato Industrial de la CMPC, Jorge Lamana, donde quedó detenido.
El 16 de septiembre llegaron detenidos a la tenencia Juan Carlos Jara, de 17 años, por una riña callejera, y Rubén Campos, director de la Escuela Consolidada de Laja.

## La reclusión
En el pequeño calabozo de la tenencia los diecinueve detenidos pudieron ser visitados por sus familiares, quienes les llevaron comida y ropa limpia. Pero de nada sirvieron los esfuerzos de los familiares para obtener su libertad, ni la intervención del sacerdote Félix Eicher, quien había acompañado a algunos de los que se presentaron voluntariamente.
Los detenidos en San Rosendo mostraban hematomas y mordeduras de perros.
El 17 de septiembre, la víspera del aniversario de la Independencia de Chile, el teniente Fernández, oficial a cargo de los detenidos, aduce haber recibido una orden perentoria del mayor Solari de "eliminar a los detenidos". El oficial dio la orden de preparar la ejecución y sus subordinados reunieron y repartieron fusiles SIG, carabinas mauser, palas y amarras de alambre y cáñamo. La CMPC aportó vehículos y bebidas alcohólicas para los verdugos. Esa noche les fue ordenado emborracharse con el alcohol traído del casino de la CMPC y jurar que jamás dirían una palabra sobre su crimen.

## La ejecución
En la madrugada del 18 de septiembre un microbús con los 19 detenidos más otros vehículos con todos los policías de la tenencia a excepción de tres que se quedaron haciendo la guardia, tomaron el camino a Los Ángeles por la ribera sur del Río Laja, cruzaron el Puente Perales y, guiados por el agricultor Peter Wilkens, llegaron a un claro del bosque de pinos a unos 300 metros del camino, dentro del Fundo San Juan, donde con las palas cavaron una fosa de un metro y medio de profundidad. En ese lugar hicieron descender a los detenidos y los llevaron hasta el borde de la fosa. Alterados y tras discusiones se dio la orden de disparar sobre los indefensos. Todos los uniformados dispararon.
Los cuerpos de las víctimas que no cayeron a la fosa fueron arrastrados y todos cubiertos con arena. Colocaron unas ramas sobre la tierra removida y volvieron a Laja en silencio y siguieron bebiendo y juraron una vez más no decir palabra sobre lo sucedido so pena de compartir la suerte de los detenidos. 
El 20 de septiembre se presentó voluntariamente a carabineros de la ciudad de Los Ángeles el obrero de la CMPC Luis Sáez, dirigente sindical y militante del MAPU, quien habría sido buscado por la autoridad. Fue detenido y su cuerpo apareció seis años después cerca del lugar donde fueron fusilados los diecinueve detenidos.

## La exhumación
En octubre de 1973 un agricultor de la zona avisó a carabineros de Yumbel, una ciudad a 20 kilómetros al norte de Laja, que sus perros habían encontrado restos humanos. El parte oficial del hecho fue enviado al Juzgado de Letras de Mayor Cuantía de Yumbel, pero la jueza Corina Mera ordenó esconderlo y nunca se investigó. El teniente Fernández exhumó secretamente los cadáveres y ordenó enterrarlos en el cementerio parroquial de Yumbel.

## Las pesquisas
El mismo 18 de septiembre volvieron los familiares a la tenencia para ver una vez más a sus seres queridos, pero recibieron la respuesta de que habían sido trasladados al regimiento de Los Ángeles. Allí se les dijo que no estaban detenidos y que nunca los habían tenido detenidos. Los buscaron en la cárcel y en los otros lugares de detención de la época, el gimnasio de IANSA, fueron a Concepción, en el estadio regional, en la Isla Quiriquina, en Talcahuano y en las listas de prisioneros. Algunos familiares continuaron la búsqueda en Chillán y en la Provincia de Linares, hasta Santiago y Temuco, pero sin éxito.
El 24 de julio de 1979 el Arzobispado de Concepción presentó una querella contra los carabineros de la tenencia por desaparecimiento forzado de personas y el entonces ministro en visita de la Corte de Apelaciones de Concepción, José Martínez Gaensly se hizo cargo de la investigación. Cuando se interrogó a los carabineros estos contestaron uniformemente que habían entregado a los detenidos en el regimiento. La respuesta uniforme no era de extrañar porque funcionarios del servicio de inteligencia de carabineros preparaban a los interrogados con anterioridad. Cuando el ministro los confrontó con la negativa del ejército, los carabineros modificaron su versión y dijeron que habían entregado los detenidos a una patrulla militar que habían encontrado en el camino. El juez civil se declaró incompetente en marzo de 1980 y entregó la causa a la justicia militar que sobreseyó la causa tras solo tres meses, lo que fue ratificado por la Corte Suprema de Chile en 1981.
El juez Martinéz, sin embargo, pudo dar el 2 de octubre de 1979 con los restos mortales de los ejecutados en el cementerio de Yumbel y también con el de Luis Saéz, aunque el cadáver de este último nunca fue entregado a sus familiares.

## Reapertura de la causa
En 2010 la Agrupación de Familiares de Detenidos Desaparecidos (AFEP) y el Programa de Continuación Ley 19.123, del Ministerio del interior solicitaron a la Corte de Apelaciones de Concepción la reapertura de la causa.
El ministro Carlos Aldana revisó los antecedentes, dejó sin efecto el sobreseimiento y reabrió la causa. De los 17 carabineros de la tenencia, tres murieron, otros tres fueron sobreseídos porque estuvieron de guardia en la tenencia y los otros once están siendo procesados por el delito, entre ellos el oficial que es acusado como autor del homicidio. Todos los procesados están en libertad condicional mientras dura el proceso.